# ويليام جيفري
ويليام جيفري (بالإنجليزية: William Jeffrey)‏ (1 يناير 1868 في المملكة المتحدة - ) هو لاعب كرة قدم بريطاني (وحمل سابقاً جنسية المملكة المتحدة لبريطانيا العظمى وأيرلندا) في مركز الدفاع. لعب مع غريمسبي تاون ونادي أرسنال ونادي بيرنلي ونادي ساوثهامبتون ونادي غاينسبورو ترينيتي ولينكولن سيتي أف سي.